# Axe (groupe)
Pour les articles homonymes, voir Axe.
Axe est un groupe américain de hard rock, originaire de Gainesville, en Floride.

## Historique

### Première phase (1979-1987)
Le chanteur Edgar Riley, le guitariste Bobby Barth, le bassiste Mike Turpin et le batteur Teddy Mueller, créent le groupe Axe en 1979, lorsque le groupe ajoute un second guitariste Michael Osborne. Axe sort son premier album éponyme en 1979 après avoir signé à la major MCA Records grâce à l'agent artistique Lou Manganiello Jr. Il attire l'intérêt de la presse spécialisée rock. Bobby Barth avait auparavant été encouragé par son père à jouer de la guitare en 1965.
Après la sortie du single Living on the Edge issu de Axe, le groupe change de label pour Atco en 1982 pour la sortie d'un troisième album, Offering, qui comprend l'hymne Rock n' Roll Party in the Streets et une reprise du morceau I Got the Fire de Montrose. L'album marque l'arrivée du nouveau bassiste Wayne Haner ; puis Axe tournera avec Scorpions, Kiss, Judas Priest, Ozzy Osbourne et ZZ Top. En 1983, le groupe joue en ouverture pour Iron Maiden.
Leur quatrième album, Nemesis, est publié et le groupe joue avec Mötley Crüe en 1984. Mais Axe fait face à de difficultés après la mort du guitariste Michael Osborne lors d'un accident de voiture, dont Bobby Barth se sortira miraculeusement. Le groupe se sépare après cette tragédie. Barth, une fois rétabli, rejoindra Blackfoot, remplaçant Ken Hensley pour l'album Vertical Smiles.

### Retour (1997-2012)
Le groupe se réunit en 1997 avec le chanteur Bob Harris, Barth à la guitare, Edgar Riley Jr  aux claviers et Teddy Mueller à la batterie, en plus du bassiste Blake Eberhard, du chanteur Bob Harris, et du claviériste Rob Lowe.  Blake rejoint Axe pour plusieurs sessions, et ajoute une nouvelle dimension sonore (fretless bass et slap-bass).
Un nouvel album, Axe (Twenty Years From Home), est publié en septembre 1997 qui comprend des reprises de morceaux issus des premiers albums d'Axe et de l'album plus récent V. Pour leur album The Crown, sorti en 2001, le groupe recrut le guitariste Danny Masters et le batteur Christian Teele. Masters a déjà publié des albums solo ; Electric Babylon et Till The Moon Goes Away. Axe sortira ensuite une édition limitée du mini-album Live In America 1981 en soutien à leurs dates européennes de l'année. En 2004, Barth rejoint Blackfoot
Ted Mueller meurt le 29 juin 2012, à 57 ans, ce qui met unterme aux activités du groupe.

## Membres
- Bobby Barth - guitare, chant
- Edgar Riley, Jr. - claviers, chœurs
- Michael Osborne - guitare
- Mike Turpin - basse
- Bob Harris - chant (1997-2001)
- Blake Eberhard - basse (2000-2001)
- Teddy Mueller - batterie
- Javier Salinas (2006-2010)

## Discographie
- 1979 : Axe
- 1980 : Living on the Edge
- 1982 : Offering
- 1983 : Nemesis
- 1997 : V
- 1997 : 20 Years From Home
- 1998 : 20 Years From Home Volume II
- 2001 : The Crown
- 2001 : Live In America 1981
- 2012 : Axeology(compil)
- 2019 : final Offering